# Orthocis coluber
Orthocis coluber es una especie de coleóptero de la familia Ciidae.

## Distribución geográfica
Habita en el Oeste y sur de Europa.